# Cobalt(II) stearat
Cobalt(II) stearat là một hợp chất hữu cơ của cobalt và acid stearic với công thức hóa học Co(C17H35COO)2. Hợp chất này được xếp vào loại xà phòng kim loại, tức là dẫn xuất kim loại của một acid béo.

## Điều chế
Phản ứng trao đổi của natri stearat và cobalt(II) chloride sẽ tạo ra cobalt(II) stearat.
{\displaystyle {\mathsf {CoCl_{2}+2C_{17}H_{35}COONa\ \xrightarrow {} \ Co(C_{17}H_{35}COO)_{2}\downarrow +2NaCl}}}

## Tính chất vật lý
Cobalt(II) stearat tạo thành chất rắn màu tím, dưới dạng tinh thể.
Hợp chất không tan trong nước.

## Ứng dụng
Cobalt(II) stearat là chất kết dính tốt cho cao su. Hợp chất này thích hợp để sử dụng trong cao su tự nhiên, cisdene, styren-butadien. Các hợp chất của chúng dễ dàng liên kết với dây thép mạ đồng, kẽm hoặc các tấm kim loại, thép trần khác nhau, để liên kết với các lớp mạ đồng thau khác nhau về độ dày.